# Narzissenfest

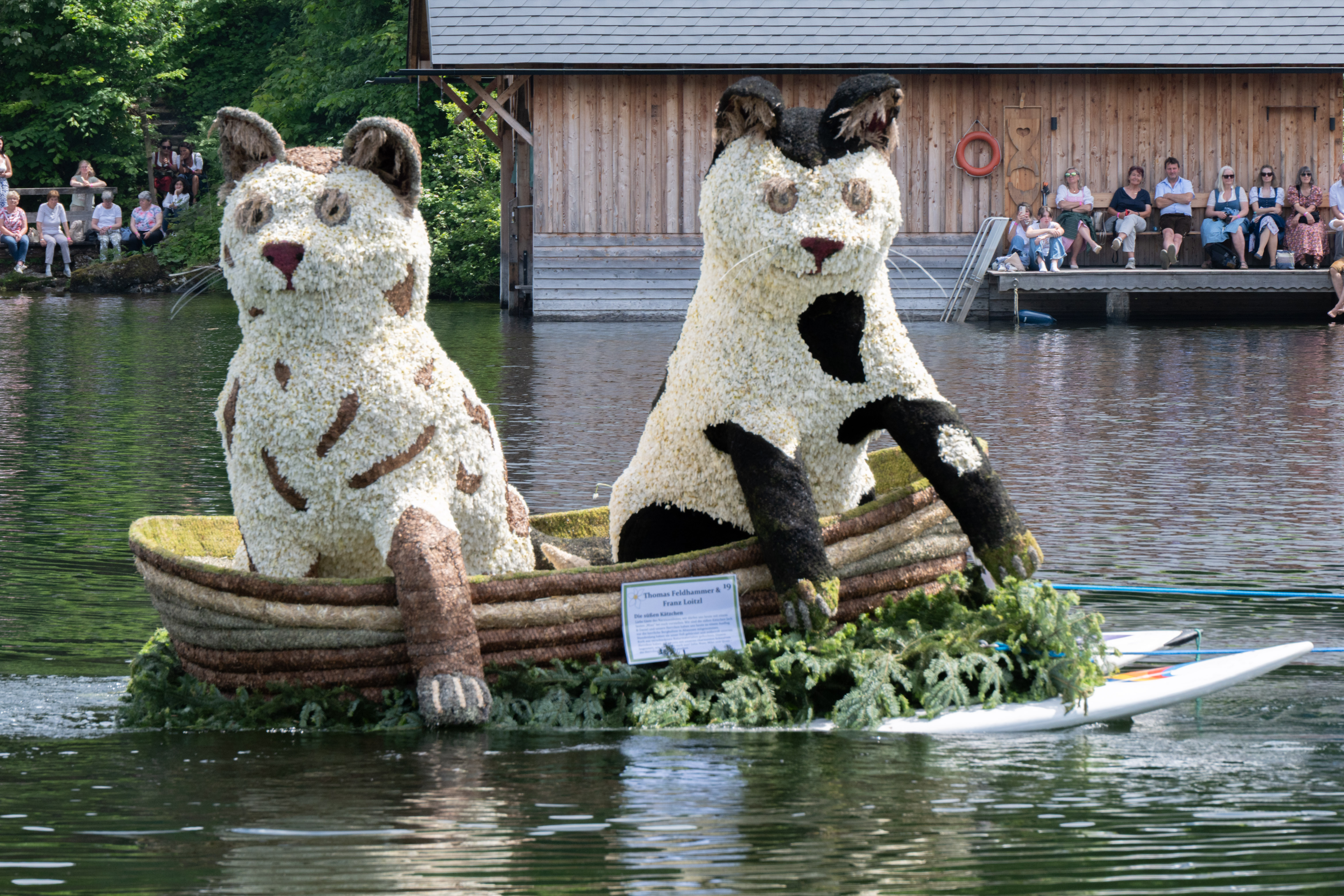
Narzissenfest 2025 in Altaussee: Siegerfigur Die süßen Kätzchen

Das Narzissenfest ist ein Blumenfest im österreichischen Ausseerland, das jährlich seit 1960 im Frühjahr stattfindet. Die Narzisse hat im steirischen Salzkammergut eine weiße Blüte und wächst in der Region auf den Wiesen, welche durch eine weniger intensive Landwirtschaft bewirtschaftet werden. Diese Großveranstaltung mit durchschnittlich 17.000 Besuchern und ca. 3.000 Mitwirkenden wird vom ORF Steiermark aufgezeichnet und lockt daher immer mehr Besucher in die Region. Seit über 25 Jahren moderiert Reinhart Grundner die ORF-Sendung. 
2011 sind die Sternnarzissen/Dichternarzissen auf den Wiesen frühzeitig verblüht, sodass andere Blumen als Dekorationsmaterial erlaubt wurden. Der Narzissenfestverein beabsichtigt auch für 2024 in Grundlsee, als die Blumen im Zuge der Klimaerwärmung früher blühten, eine ähnliche Regelung.

## Ablauf

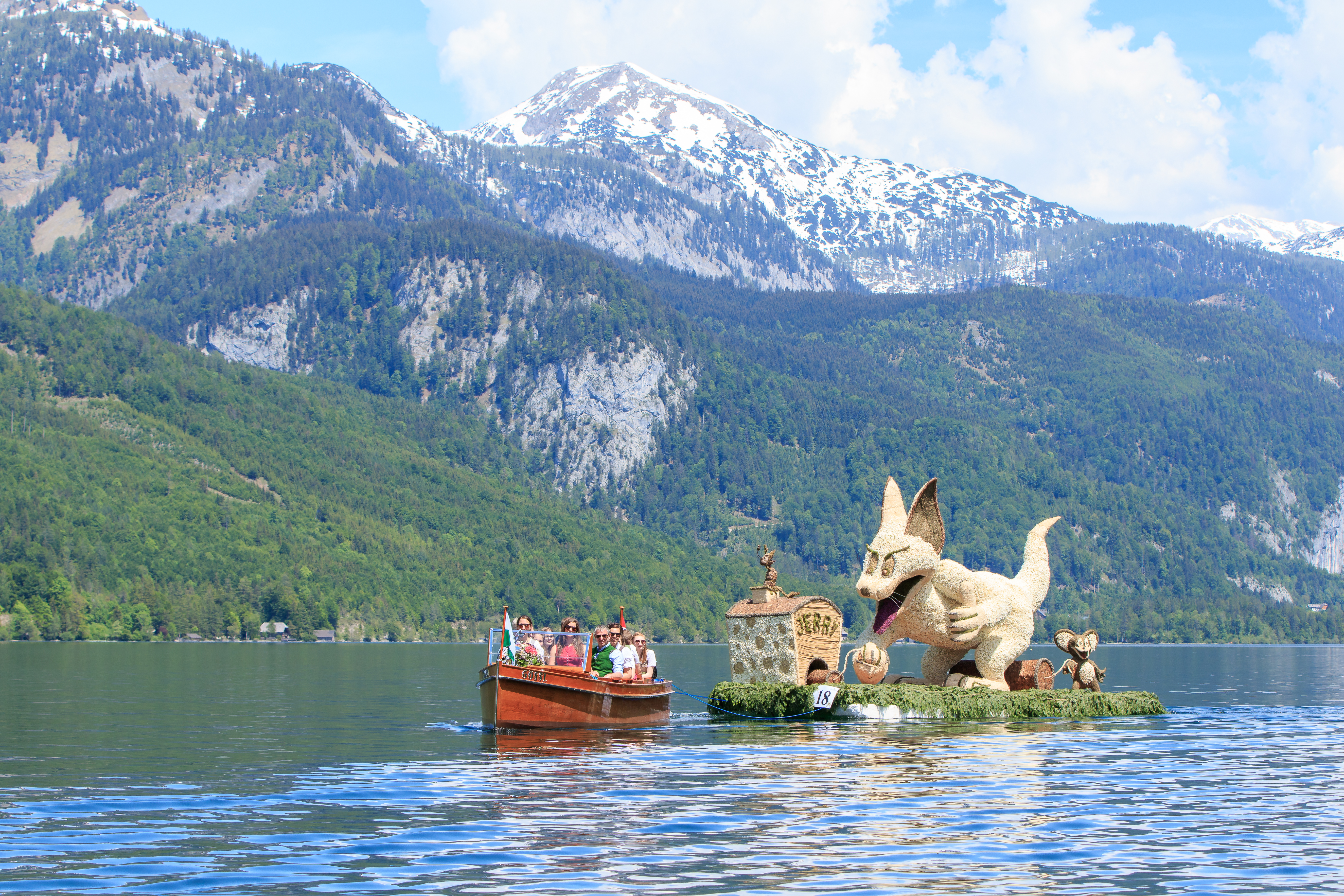
Bootskorso mit Plätte, darauf die Comicfiguren Tom & Jerry (2019)

Das Fest dauert vier Tage, in denen den Gästen eine Vielzahl von Veranstaltungen geboten wird. Daher werden nur die wichtigsten erwähnt:
Der Auftakt ist die Wahl der Narzissenkönigin und zwei Prinzessinnen immer eine Woche vor dem Festwochenende. Ein Komitee trifft eine Vorauswahl unter den Bewerberinnen, die sich dem Publikum zur endgültigen Wahl stellen müssen. Die Hoheiten vertreten für das kommende Jahr als Narzissenhoheiten das Ausseerland, die Steiermark und Österreich bei diversen Veranstaltungen. Am Freitag veranstalten die Gewerbetreibenden eine lange Narzissennacht mit Musik und Einkaufsmöglichkeiten. Am Samstag ist das Zentrum von Bad Aussee den Fußgängern vorbehalten. Eine Oldtimerfahrt führt durch das Zentrum. Ebenso eine Vorführung des Roten Kreuzes und ein Musikkapellen-Sternmarsch.
Der Hauptteil des Festes ereignet sich am Sonntag. Der Festsonntag wird ab 2022 im Dreijahresrhythmus abwechselnd in Altaussee, Bad Aussee und Grundlsee veranstaltet. In Bad Aussee findet ein Stadtkorso mit meterhohen Figuren aus Narzissen statt. In Grundlsee und am Altausseer See werden die Figuren bei einem Bootskorso zur Schau gestellt. Viele Monate vor dem Fest werden von Familien, Vereinen und Freunden Entwürfe dafür entwickelt und später aus Draht gebaut. Am Tag vor dem Narzissenfest-Sonntag werden die Figuren in aufwendiger Handarbeit mit den Narzissen und anderen Naturprodukten besteckt. Begleitet wird der Korso von Musikkapellen der Region, verschiedener Trachtenvereine und den Narzissenhoheiten.

## Geschichte

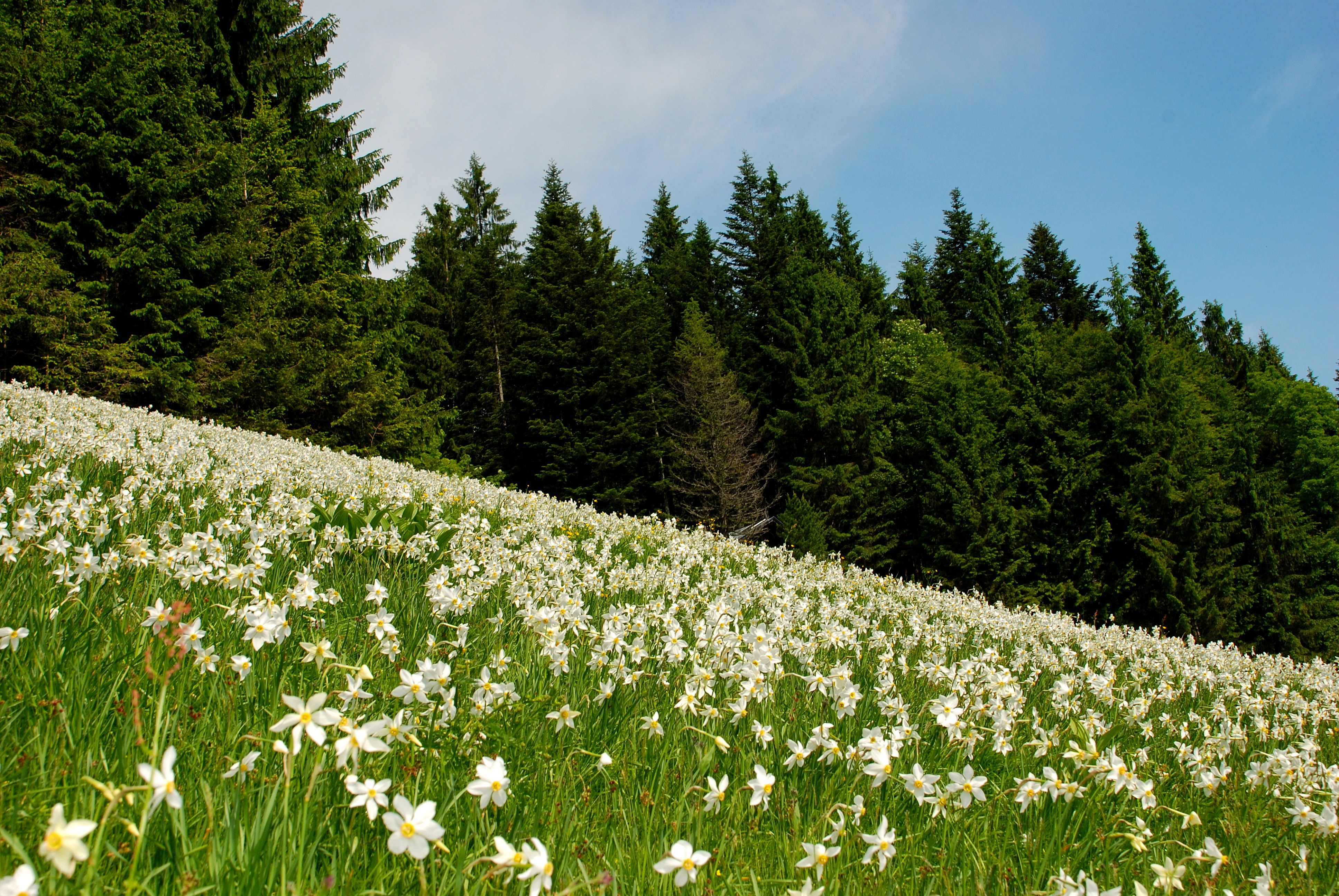
Stern-Narzissen im Ausseerland (2012)

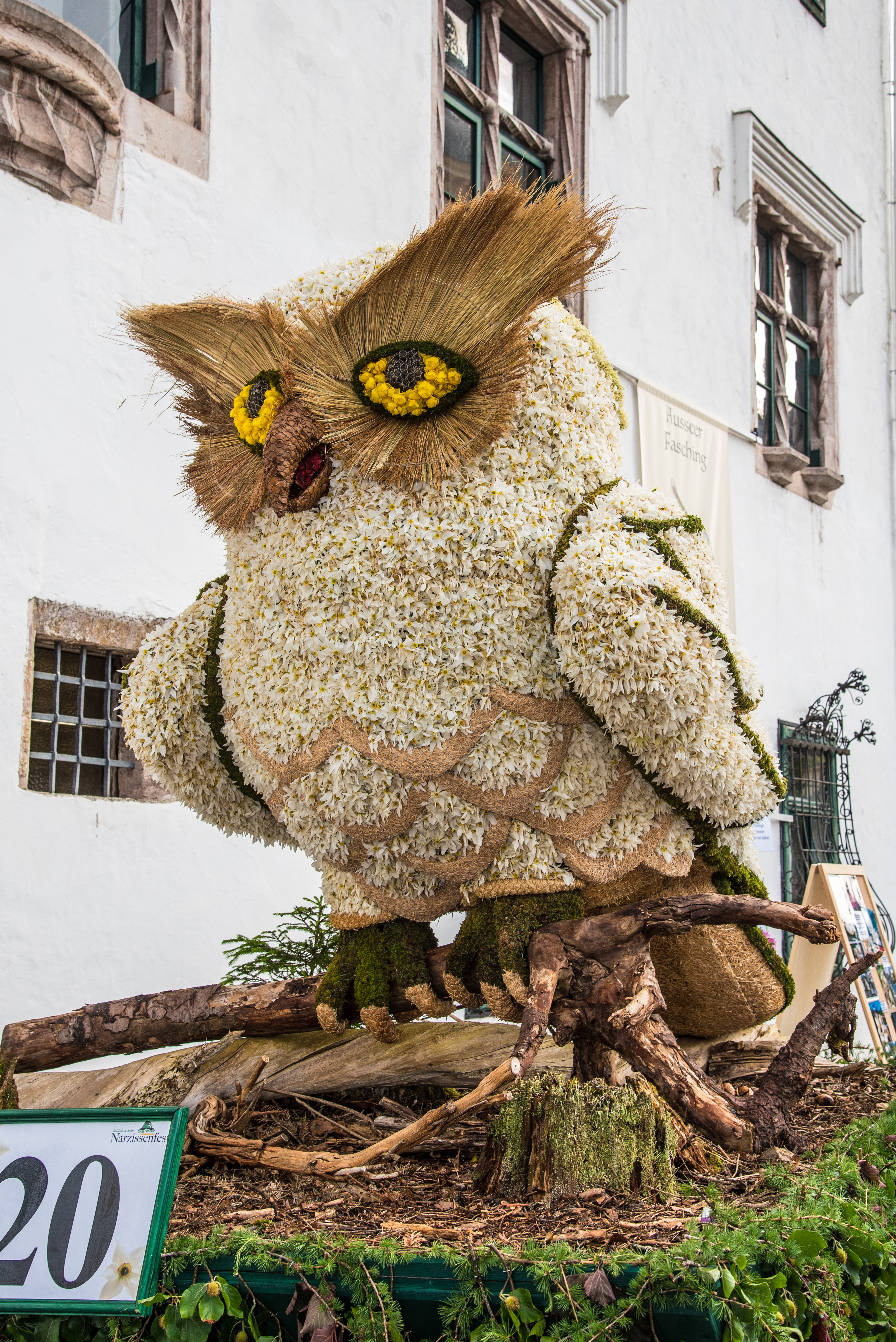
Eule aus Narzissen beim Stadtkorso (2018)

Die Idee, ein Narzissenfest zu organisieren, kam eigentlich Ende der 1950er Jahre aus Mariazell. Dort scheiterte man nach einer ersten Durchführung an den Kosten, die nicht mehr tragbar geworden waren. Anders im Ausseerland: Narzissen-Wiesen gab und gibt es hier in großer Zahl, und die wirtschaftlich schwierige Situation bewältigten die Ausseerinnen und Ausseer durch eine enorme Eigenleistung.
Vom 28. bis 29. Mai 1960 veranstaltete der Fremdenverkehrsverein Bad Aussee das Narzissenfest erstmals in Bad Aussee. Ursprünglich gab es am Sonntag nur einen Autokorso in Bad Aussee. An diesem nahmen im ersten Jahr neben Trachten- und Schülergruppen, mehreren Musikkapellen und 72 Fahrzeuge teil. Die Fahrzeuge schmückten damals lediglich ein Sträußchen Narzissen – angebracht an den Autoantennen. Schon von Beginn an wählte das Publikum in den ersten Jahren in der Nacht von Samstag auf Sonntag im Rahmen des Narzissenballes die Narzissenkönigin und ihre beiden Prinzessinnen mittels käuflich erwerbbarer „Herzerl“.
Bereits 1963 gab es als wesentliche Neuerung einen Bootskorso, und das gleich auf zwei Seen. Der Bootskorso am Grundlsee fand in diesen Jahren jeweils am Samstagnachmittag, der am Altaussee im Anschluss an den sonntägigen Autokorso statt. Viele Jahre lang gab es am Narzissenfest-Samstag in Bad Aussee ein großes Feuerwerk. Medial begleitet wurde das Narzissenfest in dieser Zeit von der damals beliebten Radiosendung „Autofahrer unterwegs“. In den Anfangsjahren blieben die Besucherzahlen bescheiden, man zählte zwischen 2.000 und 4.000 Gäste.
Am 2. Juni 2013 musste der Bootskorso erstmals in der Geschichte des Narzissenfestes wegen des Hochwassers des Grundlsees und abgehender Muren auf den Zufahrtsstraßen aus Sicherheitsgründen abgesagt werden. Im Jahr 2020 musste das Narzissenfest aufgrund der unsicheren Lage der COVID-19-Pandemie erstmals komplett abgesagt werden.
Am 2. Juni 2024 gewann beim Bootskorso Hahn Martin mit viel Grün und Braun im Gefieder auf einem Mugel aus grünen Zweigen, auf zwei Surfboards. Zwei junge Menschen am SUP-Board kniend, mit gelbem Plakat "Recht auf Überleben" für die Letzte Generation schafften es auf die Titelseite der Kronenzeitung am Folgetag. Platz 2 belegte Kaiserpaar Franz Josef und Sisi. Dritter wurde der Ausseer Pless, eine Figur des Ausseer Faschings.

## Trivia
Am 1. Juli 2020 veröffentlichte die Österreichische Post AG die 9. Dispensermarkenauflage. Auf der Briefmarke mit dem Nominalwert 0,85 Euro ist das Narzissenfest dargestellt.